# Харткнох, Карл Эдуард
Карл Эдуард Харткнох (Гарткнох, нем. Karl Eduard Hartknoch; 9 марта 1796, Рига — 13 октября 1833, Москва) — немецкий пианист.
Сын издателя Иоганна Фридриха Харткноха-младшего (1769—1819), внук издателя Иоганна Фридриха Харткноха. В 1799 г., после конфликта своего отца с российской администрацией города Риги, уехал вместе с семьёй в Германию. В 1816 г. дебютировал как концертный пианист в Лейпциге. Затем учился у Иоганна Непомука Гуммеля в Штутгарте, в 1819 г. последовал за своим учителем в Веймар. В Веймаре привлёк внимание Иоганна Вольфганга Гёте, который в письме 1821 года рекомендовал его Карлу Фридриху Цельтеру. В том же году женился на Луизе Фридерике Бек, приёмной дочери актрисы Генриетты Бек.
В 1824 г. отправился в Санкт-Петербург как учитель музыки. С 1827 г. жил и работал в Москве как преподаватель музыки в воспитательном доме. Оставил значительное количество фортепианных сочинений, включая два концерта.